# Благородна Макева
Благородна Христева Макева е българска полицайка, доктор, старши комисар, заместник-директор на Главна дирекция „Национална полиция“.
От 2024 г. тя е главен асистент в катедра „Публичноправни науки“ във Факултет „Полиция“ при Академията на МВР.

## Биография
Родена е на 29 март 1976 година в град Пловдив. През 1998 г. завършва специалност „Противодействие на престъпността и опазване на обществения ред“ в Академията на МВР. След това постъпва като оперативен работник в сектор „Криминална полиция“ на 8 РПУ в София. През 2002 г. завършва специалност „Противодействие на престъпността и опазване на обществения ред“ отново в Академията, а през 2003 г. и право в Пловдивския университет. От 2005 г. е юрисконсулт в Дирекция на Национална служба „Полиция“. От 2007 г. е доктор по „Организация и управление извън сферата на материалното производство (вътрешен ред и сигурност)“. Била е последователно старши и главен юрисконсулт в Генерална дирекция „Полиция“. От 2009 г. е началник на сектор „Правно-нормативно обслужване“ при Главна дирекция „Криминална полиция“, а по-късно е началник на сектор „Правно-нормативно обслужване и жалби“ при Главна дирекция „Национална полиция“. През 2015 г. е назначена за заместник-директор на Главна дирекция „Национална полиция“. Тя е първата жена в историята на българската полиция, назначена на тази длъжност. 
Отговаря за отделите „Разследване“, „Методическо ръководство на дейността по разследването“, „Икономическа полиция“ и секторите „Експертно-криминалистическа дейност“, „Международно сътрудничество и международни проекти“, „Правно-нормативно обслужване и жалби“ и „Обществени поръчки“.
През първото председателство на България на Съвета на Европейския съюз ръководи един от подготвителните органи – Работна група „Правоприлагане“, която се занимава с въпроси на законодателните дейности, както и на трансграничната полицейска дейност и свързаните с тях оперативни аспекти.
През годините старши комисар Макева е била хоноруван преподавател в Академията на МВР („Разследване на престъпления“) и в СУ „Климент Охридски“ („Правни и полицейски аспекти на домашното насилие“).
През годините е била е гост лектор в магистърската програма по специалността „Сигурност и противодействие на радикализацията и тероризма“ на Военната академия „Г. С. Раковски“.
Помага и при ориентацията на помощник учители стипендианти на фондация „Фулбрайт“ в България.
До октомври 2021 г. е председател на Постоянната комисия за права на човека и полицейска етика в МВР и член на Националния съвет за подпомагане и компенсация на пострадали от престъпления към Министерство на правосъдието.
През 2021 г. по време на служебното правителство с вицепремиер и министър Бойко Рашков е сменено цялото ръководство на Националната полиция и Макева е изпратена в създаденото тогава Звено за подпомагане на министъра.
След като напуска МВР през октомври 2021 г., става директор на дирекция „Публичен регистър“ в Комисията за противодействие на корупцията и за отнемане на незаконно придобитото имущество., която не след дълго напуска.
В края на 2022 г. е номинирана е за кандидат за министър на вътрешните работи в проектокабинета на проф. Николай Габровски. От нейно медийно изявление  става ясно, че е напуснала, защото е считала за недостойно да получава възнаграждение без реално да работи. Водещата я пита и за твърденията по време на дебатите в пленарна зала, че като председател на Постоянната комисия за правата на човека и полицейска етика е подписала становище, че няма данни за полицейско насилие през 2020 г. до сградата на Министерския съвет. Макева отговаря, че ръководеното от Рашков МВР си и е извършило проверките и такова становище не съществува и не е било подписвано нито от нея, нито от който и да е от останалите над 25 члена на Комисията. Затова и след приключване на тези проверки, е напуснала МВР с чисто име.
От м. май 2022 г. се занимава отново с каузи, свързани с борбата с домашното насилие. Консултант на UNICEF България по въпроси, свързани с правата на децата: пострадали и свидетели на престъпления; в конфликт със закона; пострадали от домашно и основано на пола насилие..
Макева е независим консултант по права на човека, преподавател, изследовател и автор и съавтор на публикации в сферата на превенцията и защитата от домашното насилие, правата на децата в контакт със закона, непридружените деца – бежанци.
Била е консултант на УНИЦЕФ България, Български Червен кръст, Организация за сигурност и сътрудничество в Европа, министъра на правосъдието Георги Георгиев (юрист) по теми, свързани с правата на децата и защитата от домашно насилие и насилие, основано на пола.
Автор е на Пътеводителя „Защитени“, изготвен по проект на Фондация „Будителките“  и студията „Защита от икономическо насилие. Финансова НЕ/зависимост“.
През цялата си кариера Благородна Макева е ангажирана с проблемите на домашното насилие, с подпомагане на пострадалите от престъпления и с работата на полицията с децата, вкл. и в училищата.
През 2024 г. в рамките на магистърската програма „Защита правата на човека“ на Академията на МВР е включена нова дисциплина – „Защита от домашно насилие“, на която Макева е основоположник.
В Академията на МВР тя е главен асистент в катедра „Публичноправни науки“ във Факултет „Полиция“ и освен по дисциплината „Защита от домашно насилие“ преподава и „Професионална етика“ и „Правата на детето“. Участва като лектор и панелист в много конференции по темата за домашното насилие, основаното на пола насилие и равнопоставеността 
Включва се и в инициативи на местни общности като Първи Дамски клуб за развитие на община Смолян, които са насочени към борбата с домашното насилие.
Провежда обучения на български гранични полицаи, както и на гръцки полицаи съвместно с много неправителствени организации по проекти, свързани с противодействието на трафика на жени и деца с цел сексуална експлоатация.
Изнася публични лекции по темата за защитата от домашното насилие и пред студенти от специалността „Право“.
Макева е чест гост и на различни публицистични телевизионни и радио предавания, посветени на темите, по които работи – „Часът на избора“ Архив на оригинала от 2023-12-09 в Wayback Machine.с автор и водещ Боряна Райчева по телевизия Евроком, TV1 , Евронюз България, Българско национално радио, БНТ 1 , България Он Еър 
А през 2024 г. става водеща на 4 епизода в рубриката „Вива Живот“ в предаването „Брандовете на България“ по TV1 – два от тях са посветени на безопасността на децата в реалния и дигиталния свят, а другите две на теми, свързани със защитата от домашното насилие    . Свои позиции по темата за домашното насилие и равнопоставеността на мъжете и жените изразява и в редица телевизионни, онлайн и печатни медии като Свободна Европа, Вестник „Филтър“
Ползва английски, немски и руски език.
Публикации в областта на защитата от домашно насилие и насилие, основано на пола
1. Ситуационен анализ в областта на защитата от домашното насилие в Република България, 2022 г., Благородна Макеваhttps://animusassociation.org/wp-content/uploads/2014/03/domashnoto_nasilie_v_blgariya_2022.pdf
2. Приложение на Закона за защита от домашното насилие. Фокусиран анализ върху практиката в осем административни области на страната през 2021 г., Зарухи Задикян, Димана Шуранова, Благородна Макева, https://animusassociation.org/wp-content/uploads/2014/03/ДОКЛАД-качване-сайт.pdf
3. Анализ на предложените изменения и допълнения с внесените проекти на Закон за изменение и допълнение на Закона за защита от домашното насилие, Благородна Макева, списание „Правосъдие и права на човека“, бр. 1 от 2023 г., https://justicehr.com/wp-content/uploads/2023/04/Правосъдие-и-права-на-човека-брой-1.pdf
4. Сравнителен анализ, Благородна Макева, Надежда Стойчева, Катя Кръстанова-Караиванова; Автор на раздела „Законодателство в Република България, относимо към наказателноправната защита, предвидена в Конвенцията на Съвета на Eвропа за превенция и борба с насилието над жени и домашното насилие“, 2023 г., https://animusassociation.org/wp-content/uploads/2022/12/Analytical-Report-DV-.pdf?fbclid=IwAR2UC6t9NckJrtFMQ2B3prXAQiQ_Qw1yvhNL0P5S8goymwXwlIS4uXAfM3M
5. Статия, Благородна Макева, „Домашното насилие в България – статистика и факти. Законодателство и защита“, Юридическо списание на Нов Български Университет, XX.1, 2024 г., с. 95 – 114, https://publishing-house.nbu.bg/bg/elektronni-izdaniq/periodika/juridichesko-spisanie-na-nbu-xx-1-2024
6. Пътеводител „Защитени“, Благородна Макева, 2024, https://www.thewakeupfoundation.org/projects/zashtiteni
7. Студия, "Защита от икономическо насилие. Финансова НЕ/зависимост",Благородна Макева, Вива Кредит АД, 2024, https://vivacredit.bg/uploads/files/-6847d3611a551.pdf